# Ligue 1 2024-2025 (Costa d'Avorio)
La Ligue 1 2024-2025 è stata la 67ª edizione della massima divisione del campionato ivoriano di calcio. Il campionato è iniziato il 20 settembre 2024 ed è terminato il 19 maggio 2025. Il San-Pédro era la squadra campione in carica.
Il campionato è stato vinto dallo Stade d'Abidjan, al suo sesto titolo nazionale.

## Stagione

### Novità
Al termine della stagione precedente sono state retrocesse Gagnoa e Indenié, ultime due classificate del campionato. Al loro posto dalla Ligue 2 sono state promosse Inova e Olympique d'Abobo, prime due classificate.

### Formula
Le 16 squadre partecipanti giocano un girone all'italiana con partite di andata e ritorno, per un totale di 30 giornate. Al termine della stagione, la prima classificata è campione della Costa d'Avorio e si qualifica per la CAF Champions League 2025-2026, mentre la seconda classificata si qualifica per la Coppa della Confederazione CAF 2025-2026. Le ultime due classificate vengono invece retrocesse in Ligue 2.

## Squadre partecipanti
| Squadra           | Città        | Stagione precedente           |
| ----------------- | ------------ | ----------------------------- |
| AFAD Djekanou     | Abidjan      | 7° in Ligue 1                 |
| ASEC Mimosas      | Abidjan      | 4° in Ligue 1                 |
| Bouaké            | Bouaké       | 13° in Ligue 1                |
| Denguélé          | Odienné      | 12° in Ligue 1                |
| Korhogo           | Korhogo      | 10° in Ligue 1                |
| Inova             | Abidjan      | Ligue 2                       |
| Lys Sassandra     | Sassandra    | 11° in Ligue 1                |
| Mouna             | Akoupé       | 14° in Ligue 1                |
| Olympique d'Abobo | Abobo        | Ligue 2                       |
| RC Abidjan        | Abidjan      | 3° in Ligue 1                 |
| San-Pédro         | San-Pédro    | Campione della Costa d'Avorio |
| SOA               | Yamoussoukro | 8° in Ligue 1                 |
| SOL               | Abobo        | 9° in Ligue 1                 |
| Stade d'Abidjan   | Abidjan      | 2° in Ligue 1                 |
| Stella Adjamé     | Abidjan      | 5° in Ligue 1                 |
| Zoman             | Abidjan      | 6° in Ligue 1                 |

## Classifica
|                           | Pos. | Squadra           | Pt | G  | V  | N  | P  | GF | GS | DR  |
| ------------------------- | ---- | ----------------- | -- | -- | -- | -- | -- | -- | -- | --- |
| Costa d'Avorio (bandiera) | 1.   | Stade d'Abidjan   | 62 | 30 | 19 | 5  | 6  | 47 | 26 | +21 |
|                           | 2.   | ASEC Mimosas      | 59 | 30 | 17 | 8  | 5  | 46 | 21 | +25 |
|                           | 3.   | AFAD Djekanou     | 55 | 30 | 16 | 7  | 7  | 38 | 24 | +14 |
|                           | 4.   | San-Pédro         | 45 | 30 | 14 | 3  | 13 | 49 | 33 | +16 |
|                           | 5.   | Stella Adjamé     | 42 | 30 | 10 | 12 | 8  | 25 | 24 | +1  |
|                           | 6.   | SOA               | 40 | 30 | 10 | 10 | 10 | 28 | 28 | 0   |
|                           | 7.   | Bouaké            | 39 | 30 | 9  | 12 | 9  | 23 | 25 | -2  |
|                           | 8.   | Mouna             | 38 | 30 | 9  | 11 | 10 | 35 | 36 | -1  |
|                           | 9.   | Zoman             | 37 | 30 | 8  | 13 | 9  | 34 | 38 | -4  |
|                           | 10.  | Korhogo           | 36 | 30 | 8  | 12 | 10 | 32 | 38 | -6  |
|                           | 11.  | Inova             | 36 | 30 | 9  | 9  | 12 | 23 | 31 | -8  |
|                           | 12.  | RC Abidjan        | 36 | 30 | 9  | 9  | 12 | 29 | 38 | -9  |
|                           | 13.  | SOL               | 35 | 30 | 9  | 8  | 13 | 34 | 41 | -7  |
|                           | 14.  | Olympique d'Abobo | 33 | 30 | 7  | 12 | 11 | 26 | 36 | -10 |
|                           | 15.  | Lys Sassandra     | 28 | 30 | 6  | 10 | 14 | 20 | 34 | -14 |
|                           | 16.  | Denguélé          | 25 | 30 | 6  | 7  | 17 | 24 | 40 | -16 |

Legenda
      Campione della Costa d'Avorio e ammessa alla CAF Champions League 2025-2026.
      Ammessa alla Coppa della Confederazione CAF 2025-2026.
      Retrocessa in Ligue 2 2025-2026.
Note:
Tre punti a vittoria, uno a pareggio, zero a sconfitta.